# Morti il 1º marzo
| Questa pagina contiene informazioni ricavate automaticamente dalle voci biografiche con l'ausilio del template Bio e di un bot. L'aggiornamento è periodico e automatico e ricostruisce completamente la pagina. Se manca una persona in questa lista, sei pregato di non aggiungerla, ma accertati piuttosto che la sua voce biografica contenga il template Bio e che i dati anagrafici siano correttamente compilati. Se il template Bio manca, inseriscilo tu stesso o, in alternativa, metti l'avviso {{tmp\|Bio}} che ne segnala la mancanza. Se i dati riportati sono sbagliati, correggi direttamente la voce biografica; le modifiche saranno visibili in questa lista entro pochi giorni. Per chiarimenti vedi il progetto biografie. La lista contiene solo le 539 persone che sono citate nell'enciclopedia e per le quali è stato implementato correttamente il template Bio. Pagina aggiornata al 13 ago 2025. |

## I secolo a.C.(1)
- 86 a.C. - Aristione, filosofo, diplomatico e militare greco antico

## V secolo(1)
- 492 - Papa Felice III, papa, vescovo e santo romano

## VI secolo(1)
- 550 - Albino di Angers, monaco cristiano e vescovo francese

## X secolo(3)
- 965 - Papa Leone VIII, papa e vescovo italiano
- 977 - Rudesindo, vescovo e santo spagnolo (n. 907)
- 991 - En'yū, imperatore giapponese (n. 959)

## XI secolo(1)
- 1058 - Ermesinda di Carcassonne, regina

## XII secolo(1)
- 1131 - Stefano II d'Ungheria, re ungherese (n. 1101)

## XIII secolo(6)
- 1201 - Principessa Shikishi, poetessa giapponese (n. 1149)
- 1220 - Bertrando d'Orenga, tedesco
- 1233 - Tommaso I di Savoia, conte (n. 1178)
- 1244 - Gruffydd ap Llywelyn Fawr, nobile gallese
- 1262 - Riccardo di Montecassino, cardinale italiano
- 1275 - Bonavita da Lugo, francescano italiano (n. 1238)

## XIV secolo(6)
- 1302 - Gerardo Bianchi, cardinale e vescovo cattolico italiano
- 1305 - Bianca di Francia, principessa francese (n. 1278)
- 1316 - Niccolò di Butrinto, vescovo e diplomatico lussemburghese
- 1320 - Buyantu Khan, imperatore cinese (n. 1285)
- 1383 - Amedeo VI di Savoia, nobile (n. 1334)
- 1396 - Giovanni di Görlitz, nobile ceco (n. 1370)

## XV secolo(5)
- 1414 - Verde Visconti, nobile italiano (n. 1352)
- 1426 - Giovanni Pecci, vescovo cattolico italiano
- 1429 - Giovanni III di Namur, nobile francese
- 1436 - Juan Casanova, cardinale e vescovo cattolico spagnolo (n. 1387)
- 1478 - Marco Cattaneo de' Capitaneis, vescovo cattolico italiano

## XVI secolo(11)
- 1510 - Francisco de Almeida, esploratore e militare portoghese (n. 1450)
- 1523 - Martino Piazza, pittore italiano
- 1529 - Giovanni Boccardi, artista italiano (n. 1460)
- 1532 - Roberto Ambrogio Sanseverino, generale italiano (n. 1500)
- 1542 - Bia de' Medici, nobildonna italiana
- 1545 - Radu VII Paisie, principe
- 1574 - Bonifacio Caetani, IV duca di Sermoneta, militare italiano (n. 1516)
- 1576 - Juan de Betanzos, scrittore e storico spagnolo
- 1588 - Vincenzo Morosini, politico italiano (n. 1511)
- 1599 - Edzardo II della Frisia orientale, conte (n. 1532)
- 1600 - Angelo Casarino, vescovo cattolico italiano

## XVII secolo(14)
- 1611 - Girolamo Pollini, storico e presbitero italiano (n. 1544)
- 1620 - Thomas Campion, compositore, poeta e medico inglese (n. 1567)
- 1630 - Tristano Martinelli, attore teatrale italiano (n. 1557)
- 1633 - George Herbert, poeta e oratore inglese (n. 1593)
- 1639 - Giuseppe Barca, ufficiale e ingegnere militare italiano
- 1642 - Antonio da Pisticci, religioso italiano (n. 1567)
- 1643 - Girolamo Frescobaldi, compositore, organista e clavicembalista italiano (n. 1583)
- 1644 - Giovanni Domenico Sala, medico e nutrizionista italiano (n. 1579)
- 1660 - Alessandro III d'Imerezia, re (n. 1609)
- 1670 - Giovanna Maria Bonomo, religiosa italiana (n. 1606)
- 1671 - Marzio Ginetti, cardinale e vescovo cattolico italiano (n. 1586)
- 1671 - Leopoldo Guglielmo di Baden-Baden (n. 1626)
- 1692 - La Grange, attore teatrale francese
- 1697 - Francesco Redi, medico e naturalista italiano (n. 1626)

## XVIII secolo(25)
- 1704 - Joseph Parrocel, pittore, disegnatore e incisore francese (n. 1646)
- 1722 - Domenico Zauli, arcivescovo cattolico italiano (n. 1638)
- 1735 - Luigi Rodolfo di Brunswick-Lüneburg, duca tedesco (n. 1671)
- 1739 - Giovanni Francesco Maria Tenderini, vescovo cattolico italiano (n. 1668)
- 1739 - Pëtr Pavlovič Šafirov, politico, diplomatico e nobile russo (n. 1669)
- 1741 - Orazio Borgondio, gesuita e matematico italiano (n. 1675)
- 1755 - Marianna Pignatelli, contessa di Althann, nobildonna spagnola (n. 1689)
- 1757 - Edward Moore, scrittore e drammaturgo inglese (n. 1712)
- 1759 - Nicolò Carmine Falcone, arcivescovo cattolico italiano (n. 1681)
- 1763 - Karl Philipp Franz von Hohenlohe-Bartenstein, principe e magistrato tedesco (n. 1702)
- 1768 - Hermann Samuel Reimarus, filosofo e scrittore tedesco (n. 1694)
- 1773 - Carl Constantin De Carnall, generale e nobile svedese (n. 1711)
- 1773 - Luigi Vanvitelli, architetto e pittore italiano (n. 1700)
- 1777 - Georg Christoph Wagenseil, compositore, organista e clavicembalista austriaco (n. 1715)
- 1778 - Anton Ludovico Antinori, arcivescovo cattolico, storico e epigrafista italiano (n. 1704)
- 1779 - Karim Khan, persiano (n. 1705)
- 1781 - Jean-Baptiste de La Curne de Sainte-Palaye, letterato francese (n. 1697)
- 1782 - John A. Treutlen, politico statunitense (n. 1734)
- 1783 - Thomas Lowe, tenore e attore teatrale inglese (n. 1719)
- 1788 - Antonio I, vescovo ortodosso georgiano (n. 1719)
- 1792 - Leopoldo II d'Asburgo-Lorena (n. 1747)
- 1793 - Ramón Bayeu, pittore spagnolo (n. 1744)
- 1793 - Abraham Roentgen, ebanista tedesco (n. 1711)
- 1794 - Francesco Carcano, scrittore, poeta e mecenate italiano (n. 1735)
- 1796 - Carl Fredrik Adelcrantz, architetto svedese (n. 1716)

## XIX secolo(81)
- 1804 - Carolina di Borbone-Parma, principessa italiana (n. 1770)
- 1808 - Giovanni Bertati, librettista italiano (n. 1735)
- 1809 - Federico Carlo di Wied-Neuwied, principe (n. 1741)
- 1810 - Abbondio Rezzonico, nobile italiano (n. 1742)
- 1811 - Jean-Simon Berthélemy, pittore francese (n. 1743)
- 1811 - Charles Marsham, I conte di Romney, politico inglese (n. 1744)
- 1813 - Grgo Ilijić, vescovo cattolico e scrittore bosniaco (n. 1736)
- 1814 - Silas Lee, politico e giudice statunitense (n. 1760)
- 1817 - Luigi Gatti, compositore italiano (n. 1740)
- 1818 - Jared Irwin, politico e militare statunitense (n. 1750)
- 1818 - James Archibald Stuart, politico e ufficiale britannico (n. 1747)
- 1820 - Antonio Ludeña, matematico, fisico e gesuita spagnolo (n. 1740)
- 1822 - Luigi Vincenzo Cassitto, teologo italiano (n. 1766)
- 1825 - Peter Elmsley, filologo classico inglese (n. 1774)
- 1835 - Johann Gottfried Quistorp, architetto e pittore tedesco (n. 1755)
- 1836 - Miguel Barragán, generale e politico messicano (n. 1789)
- 1837 - Nikita Petrovič Panin, diplomatico russo (n. 1770)
- 1838 - Johannes Michael Friedrich Adams, botanico russo (n. 1780)
- 1839 - Marina Querini, nobildonna italiana (n. 1757)
- 1839 - Luigi Romanelli, librettista italiano (n. 1751)
- 1841 - Claude-Victor Perrin, generale francese (n. 1764)
- 1842 - Albin Roberts Burt, pittore e miniaturista inglese (n. 1783)
- 1842 - Francis Seymour-Conway, III marchese di Hertford, politico britannico (n. 1777)
- 1845 - Giuseppe Maria Foppa, librettista italiano (n. 1760)
- 1847 - Benjamin Delessert, banchiere e botanico francese (n. 1773)
- 1849 - Ekaterina Semёnovna Semёnova, attrice teatrale russa (n. 1786)
- 1854 - José María Moscoso de Altamira, politico spagnolo (n. 1788)
- 1855 - Georges Louis Duvernoy, zoologo francese (n. 1777)
- 1856 - Giovanni Nobili, gesuita e missionario italiano (n. 1812)
- 1857 - Johann Jakob Heckel, zoologo austriaco (n. 1790)
- 1862 - Maria Sidonia di Sassonia, principessa sassone (n. 1834)
- 1865 - Jean-Baptiste Vérany, zoologo francese (n. 1800)
- 1865 - Anna Pavlovna Romanova, sovrana russa (n. 1795)
- 1869 - Ernesto Allason, pittore italiano (n. 1822)
- 1870 - Francisco Solano López, generale e politico paraguaiano (n. 1827)
- 1875 - Eugenio Salomone Camerini, letterato e giornalista italiano (n. 1811)
- 1875 - Tristan Corbière, poeta francese (n. 1845)
- 1875 - Maximin Giraud, francese (n. 1835)
- 1875 - Henry Kellett, ammiraglio e esploratore britannico (n. 1806)
- 1875 - Hubert von Luschka, anatomista tedesco (n. 1820)
- 1877 - Costantino Dall'Argine, compositore e direttore d'orchestra italiano (n. 1842)
- 1877 - Jack McCall, pistolero statunitense
- 1877 - Antoni Patek, orologiaio e imprenditore polacco (n. 1811)
- 1878 - Ludwig Arndts von Arnesberg, giurista tedesco (n. 1803)
- 1879 - Joachim Heer, politico svizzero (n. 1825)
- 1880 - Louis de Kergorlay, politico, militare e nobile francese (n. 1804)
- 1881 - Édouard Drouyn de Lhuys, politico francese (n. 1805)
- 1881 - Carlo Giuseppe Piola Caselli, generale italiano (n. 1821)
- 1884 - Auguste Mestral, fotografo francese (n. 1812)
- 1887 - José Bernardo de Figueiredo, medico e diplomatico brasiliano (n. 1805)
- 1887 - George Goldie, architetto inglese (n. 1828)
- 1887 - Eugène Grangé, drammaturgo e cantautore francese (n. 1810)
- 1887 - Luigi Ranco, politico italiano (n. 1813)
- 1888 - Alessandro Guardassoni, pittore italiano (n. 1819)
- 1889 - Henry Dawson-Damer, III conte di Portarlington, politico inglese (n. 1822)
- 1891 - Pietro Avoscani, architetto italiano (n. 1816)
- 1891 - Simone Corleo, politico e filosofo italiano (n. 1823)
- 1894 - John G. Downey, politico irlandese (n. 1827)
- 1895 - Francesco Petronio, medico e politico italiano (n. 1840)
- 1895 - Richard von Metternich, diplomatico austriaco (n. 1829)
- 1896 - Luigi Acerbi, militare italiano (n. 1857)
- 1896 - Cesare Airaghi, militare italiano (n. 1840)
- 1896 - Giuseppe Albino, militare italiano (n. 1866)
- 1896 - Giuseppe Arimondi, generale italiano (n. 1846)
- 1896 - Giuseppe Baudoin, militare italiano (n. 1843)
- 1896 - Eduardo Bianchini, militare italiano (n. 1856)
- 1896 - Pietro Cella, militare italiano (n. 1851)
- 1896 - Agostino Chigi, nobile e militare italiano (n. 1858)
- 1896 - Vittorio Dabormida, generale italiano (n. 1842)
- 1896 - Francesco De Rosa, militare italiano (n. 1853)
- 1896 - Giuseppe Galliano, militare italiano (n. 1846)
- 1896 - Aurelio Grue, militare italiano (n. 1870)
- 1896 - Umberto Masotto, militare italiano (n. 1864)
- 1896 - Davide Menini, militare italiano (n. 1843)
- 1896 - Leopoldo Prato, militare italiano (n. 1845)
- 1896 - Giovanni Romero, militare italiano (n. 1841)
- 1896 - Domenico Turitto, militare italiano (n. 1847)
- 1897 - Jules de Burlet, politico belga (n. 1844)
- 1897 - Milan Piroćanac, politico serbo (n. 1837)
- 1897 - Pietro Giocondo Salvaj, vescovo cattolico italiano (n. 1815)
- 1899 - Philip Watkins McKinney, politico statunitense (n. 1832)

## XX secolo(244)
- 1901 - Michele Casaretto, armatore e politico italiano (n. 1820)
- 1902 - Lazzaro Negrotto Cambiaso, politico italiano (n. 1823)
- 1903 - John Temple Leader, politico inglese (n. 1810)
- 1904 - Antonio De Martino, medico e politico italiano (n. 1815)
- 1905 - Eugène Guillaume, scultore e critico d'arte francese (n. 1822)
- 1906 - José María de Pereda, scrittore spagnolo (n. 1833)
- 1907 - Antonio De Nino, antropologo e storico italiano (n. 1833)
- 1908 - Giuseppe Bardelli, matematico e politico italiano (n. 1837)
- 1909 - Aureliano Faifofer, matematico austriaco (n. 1843)
- 1909 - Riccardo Predelli, storico e archivista italiano (n. 1840)
- 1909 - Maria Teresa di Borbone-Due Sicilie, principessa (n. 1867)
- 1910 - Francesco Tripepi, politico italiano (n. 1857)
- 1910 - José Domingo de Obaldía, politico panamense (n. 1845)
- 1911 - Jacobus Henricus van 't Hoff, chimico olandese (n. 1852)
- 1912 - Louis Babel, religioso, linguista e geografo svizzero (n. 1826)
- 1912 - Edward Blake, politico canadese (n. 1833)
- 1912 - George Grossmith, attore, compositore e cantante inglese (n. 1847)
- 1912 - Ludvig Holstein-Ledreborg, politico danese (n. 1839)
- 1914 - Gilbert Elliot-Murray-Kynynmound, IV conte di Minto, nobile, militare e politico inglese (n. 1845)
- 1914 - Jorge Newbery, aviatore, scienziato e sportivo argentino (n. 1875)
- 1915 - Clemente Grimaldi, agronomo, botanico e politico italiano (n. 1862)
- 1915 - Félix Julien, calciatore francese (n. 1884)
- 1916 - Benjamín Argumedo, generale messicano (n. 1874)
- 1916 - Denis Gavini, politico e avvocato francese (n. 1820)
- 1916 - Henry Wolf, incisore francese (n. 1852)
- 1917 - Aleksandr Michajlovič Kuzminskij, politico russo (n. 1844)
- 1917 - Giuseppe Patiri, paleontologo italiano (n. 1846)
- 1917 - Robert Viren, ammiraglio russo (n. 1856)
- 1918 - Jacob H. Smith, generale statunitense (n. 1840)
- 1919 - Massimo Del Carlo, politico e medico italiano (n. 1848)
- 1919 - Sven Forssman, ginnasta svedese (n. 1882)
- 1920 - Clemente Lequio, generale italiano (n. 1857)
- 1920 - Iosif Trumpeldor, militare russo (n. 1880)
- 1921 - Nicola I del Montenegro, re (n. 1841)
- 1922 - Rafael Moreno Aranzadi, calciatore spagnolo (n. 1892)
- 1922 - Mario Morais, scrittore, commediografo e regista cinematografico italiano (n. 1859)
- 1923 - Ruy Barbosa, giurista, politico e scrittore brasiliano (n. 1849)
- 1923 - Sidney Mason, attore statunitense (n. 1886)
- 1924 - Louis Perrée, schermidore francese (n. 1871)
- 1924 - Luisa Maria del Belgio, principessa belga (n. 1858)
- 1925 - Ubaldo Comandini, avvocato, pubblicista e politico italiano (n. 1869)
- 1925 - Oskar Lenz, geologo, mineralogista e esploratore tedesco (n. 1848)
- 1925 - Adolf von Steiger, avvocato, giudice e politico svizzero (n. 1859)
- 1926 - Vittorino Cannavina, commediografo e politico italiano (n. 1861)
- 1926 - Camilo Pessanha, poeta portoghese (n. 1867)
- 1926 - C. Meyer Zulick, giurista e politico statunitense (n. 1839)
- 1929 - Wilhelm von Bode, storico dell'arte tedesco (n. 1845)
- 1929 - Vincenzo Gemito, scultore, disegnatore e orafo italiano (n. 1852)
- 1929 - Jules Lavirotte, architetto francese (n. 1864)
- 1929 - Ernst Oppler, pittore tedesco (n. 1867)
- 1930 - Giuseppe Calì, pittore maltese (n. 1846)
- 1932 - Dino Campana, poeta italiano (n. 1885)
- 1932 - Librado Rivera, giornalista e politico messicano (n. 1864)
- 1932 - Frank Teschemacher, clarinettista e sassofonista statunitense (n. 1906)
- 1934 - Wilhelm Diegelmann, attore tedesco (n. 1861)
- 1934 - Kintarō Hattori, imprenditore giapponese (n. 1860)
- 1934 - Charles Webster Leadbeater, vescovo vetero-cattolico e teosofo britannico (n. 1854)
- 1934 - Giovanni Prampolini, imprenditore italiano (n. 1874)
- 1935 - Edwin Lester Arnold, scrittore di fantascienza inglese (n. 1857)
- 1935 - William Degouve de Nuncques, pittore belga (n. 1867)
- 1936 - Michail Alekseevič Kuzmin, scrittore, compositore e poeta russo (n. 1872)
- 1936 - Mario Mameli, aviatore italiano (n. 1910)
- 1936 - Arnold Netter, medico, igienista e pediatra francese (n. 1855)
- 1937 - DeWitt Jennings, attore statunitense (n. 1871)
- 1938 - Gabriele D'Annunzio, scrittore, poeta e drammaturgo italiano (n. 1863)
- 1938 - Władysław Grabski, politico, economista e storico polacco (n. 1874)
- 1940 - A. H. Tammsaare, scrittore estone (n. 1878)
- 1940 - Martti Marttelin, maratoneta finlandese (n. 1897)
- 1941 - Raphaël Albert Lambert, attore francese (n. 1865)
- 1941 - Ruby Laffoon, avvocato e politico statunitense (n. 1869)
- 1941 - Pavol Ušák Oliva, poeta e presbitero slovacco (n. 1914)
- 1943 - Biófilo Panclasta, scrittore, rivoluzionario e anarchico colombiano (n. 1879)
- 1943 - Norberto Rossi, militare italiano (n. 1921)
- 1943 - Alexandre Yersin, medico, batteriologo e naturalista svizzero (n. 1863)
- 1944 - Angus Buchanan, ufficiale britannico (n. 1894)
- 1944 - Thomas Edward Campbell, politico statunitense (n. 1878)
- 1945 - Eugen Hadamovsky, politico e giornalista tedesco (n. 1904)
- 1945 - Gyula Kiss, allenatore di calcio, calciatore e arbitro di calcio ungherese (n. 1881)
- 1945 - Lothar Sieber, militare e aviatore tedesco (n. 1922)
- 1945 - Hans Zint, giurista e politico tedesco (n. 1882)
- 1948 - Enrico Guzzini, imprenditore italiano (n. 1863)
- 1949 - Hans Diem, calciatore svizzero
- 1950 - Martin A. Couney, fisico statunitense (n. 1870)
- 1950 - Alfred Korzybski, ingegnere, filosofo e matematico polacco (n. 1879)
- 1952 - Mariano Azuela, medico e scrittore messicano (n. 1873)
- 1952 - Gregory La Cava, regista, produttore cinematografico e sceneggiatore statunitense (n. 1892)
- 1952 - Paul Nemenyi, fisico e ingegnere ungherese (n. 1895)
- 1953 - Josef Mastalka, calciatore austriaco (n. 1885)
- 1953 - Aloys Röhr, scultore tedesco (n. 1887)
- 1954 - Gian Giuseppe Mancini, architetto, scenografo e pittore italiano (n. 1881)
- 1955 - Lothar Budzinsky, calciatore tedesco (n. 1886)
- 1955 - Alberto Pariani, generale e politico italiano (n. 1876)
- 1955 - Claude Payton, attore statunitense (n. 1882)
- 1956 - Touria Chaoui, aviatrice marocchina (n. 1936)
- 1956 - Henriette Renié, arpista e compositrice francese (n. 1875)
- 1957 - Jorge Pacheco, calciatore e allenatore di calcio uruguaiano (n. 1889)
- 1958 - Giacomo Balla, pittore, scultore e scenografo italiano (n. 1871)
- 1958 - Friedrich Forster, attore, regista e drammaturgo tedesco (n. 1895)
- 1959 - Onofrio Fragnito, medico italiano (n. 1871)
- 1959 - Ragnar Malm, ciclista su strada svedese (n. 1893)
- 1960 - Lya Mara, ballerina lettone (n. 1897)
- 1960 - Dorothy Strachey, scrittrice e traduttrice britannica (n. 1865)
- 1962 - Roscoe Ates, attore statunitense (n. 1895)
- 1962 - Richard L. Conolly, ammiraglio statunitense (n. 1892)
- 1962 - Alfredo Galletti, critico letterario italiano (n. 1872)
- 1962 - William Fraser Lewis, ostacolista statunitense (n. 1876)
- 1963 - Felice Casorati, pittore, incisore e designer italiano (n. 1883)
- 1963 - Jorge Daponte, pilota automobilistico argentino (n. 1923)
- 1963 - Attilio Depoli, politico e storico italiano (n. 1887)
- 1963 - Emilia Nobile, filosofa e bibliotecaria italiana (n. 1889)
- 1964 - Kathryn Card, attrice statunitense (n. 1892)
- 1964 - Francesco Maggini, filologo e critico letterario italiano (n. 1886)
- 1964 - Priscilla Norman, nobildonna e attivista inglese (n. 1883)
- 1964 - Dennis Moore, attore statunitense (n. 1908)
- 1964 - Pëtr Arsen'evič Romanovskij, scacchista russo (n. 1892)
- 1964 - Frank Southall, ciclista su strada e pistard britannico (n. 1904)
- 1965 - Boyd Atkins, sassofonista e violinista statunitense (n. 1900)
- 1965 - Carlo Costamagna, giurista, politologo e politico italiano (n. 1880)
- 1965 - Franco Magnani, generale italiano (n. 1909)
- 1965 - Fausto Nicolini, storico, scrittore e critico letterario italiano (n. 1879)
- 1965 - Albert White, pistard britannico (n. 1890)
- 1966 - Károly Csapkay, allenatore di calcio e calciatore ungherese (n. 1893)
- 1966 - Fritz Houtermans, fisico tedesco (n. 1903)
- 1966 - Guglielmo Tornabuoni, calciatore e allenatore di calcio italiano (n. 1899)
- 1967 - Filippo Bentivegna, scultore italiano (n. 1888)
- 1967 - Toine van Renterghem, calciatore olandese (n. 1885)
- 1967 - Pegeen Vail Guggenheim, pittrice statunitense (n. 1925)
- 1968 - Massimo Caputo, giornalista italiano (n. 1899)
- 1968 - Maurice Verdonck, canottiere belga (n. 1879)
- 1970 - Christian Thomas Elvey, astronomo e geofisico statunitense (n. 1889)
- 1970 - Eduard Hoornik, scrittore olandese (n. 1910)
- 1970 - Toshio Iwatani, calciatore giapponese (n. 1925)
- 1970 - Hans Walzhofer, calciatore austriaco (n. 1906)
- 1971 - František Hrubín, poeta e scrittore ceco (n. 1910)
- 1971 - Izol'da Vasil'evna Izvickaja, attrice sovietica (n. 1932)
- 1971 - Henri Lesur, calciatore francese (n. 1892)
- 1971 - Bernardo Mattarella, politico italiano (n. 1905)
- 1971 - Clayton Rawson, scrittore statunitense (n. 1906)
- 1972 - Settimo Gastaldi, calciatore italiano (n. 1910)
- 1972 - Arnold Kegel, ginecologo statunitense (n. 1894)
- 1972 - Violet Trefusis, scrittrice e filantropa britannica (n. 1894)
- 1972 - Antonio Viscardi, filologo e critico letterario italiano (n. 1900)
- 1973 - Lev Arcimovič, fisico russo (n. 1909)
- 1973 - Guido Nincheri, pittore, decoratore e architetto italiano (n. 1885)
- 1974 - Agnes Geraghty, nuotatrice statunitense (n. 1907)
- 1974 - Bobby Timmons, pianista e compositore statunitense (n. 1935)
- 1975 - Leonid Ljubaševskij, attore e sceneggiatore sovietico (n. 1892)
- 1975 - Giovanni Omiccioli, pittore italiano (n. 1901)
- 1976 - Nicola Fiore, scultore italiano (n. 1881)
- 1976 - Jean Martinon, direttore d'orchestra e compositore francese (n. 1910)
- 1977 - Pietro Francisci, regista e sceneggiatore italiano (n. 1906)
- 1977 - Robert Girardet, velista francese (n. 1893)
- 1978 - Léon Azéma, architetto francese (n. 1888)
- 1978 - Kiyoshi Oka, matematico giapponese (n. 1901)
- 1978 - Paul Scott, scrittore, drammaturgo e poeta inglese (n. 1920)
- 1978 - Ted Strong, giocatore di baseball e cestista statunitense (n. 1914)
- 1979 - Mustafa Barzani, militare, condottiero e politico curdo (n. 1903)
- 1979 - Maurice Brianchon, pittore francese (n. 1899)
- 1979 - Dolores Costello, attrice statunitense (n. 1903)
- 1979 - Stefan Frenkel, violinista e docente polacco (n. 1902)
- 1979 - Giuseppe Riva, politico italiano (n. 1894)
- 1980 - Daniil Jakovlevič Chrabrovickij, regista sovietico (n. 1923)
- 1980 - Wilhelmina Cooper, supermodella e imprenditrice olandese (n. 1939)
- 1980 - Dixie Dean, calciatore inglese (n. 1907)
- 1980 - John Jacob Niles, musicista, cantautore e compositore statunitense (n. 1892)
- 1980 - Eric Oliver, pilota motociclistico britannico (n. 1911)
- 1980 - Matteo Pedrali, pittore italiano (n. 1913)
- 1980 - Dorothy Phillips, attrice statunitense (n. 1889)
- 1981 - Tulio Botero Salazar, arcivescovo cattolico colombiano (n. 1904)
- 1981 - Marino Dinucci, enigmista italiano (n. 1902)
- 1982 - Frank Sargeson, scrittore neozelandese (n. 1903)
- 1982 - Alfredo Soressi, pittore e architetto italiano (n. 1897)
- 1983 - Giacomo Antonini, critico letterario e agente segreto italiano (n. 1901)
- 1983 - Arthur Koestler, scrittore, giornalista e saggista ungherese (n. 1905)
- 1983 - John Richter, cestista statunitense (n. 1937)
- 1983 - Carlos Varsavsky, fisico e astrofisico argentino
- 1983 - Adriano Zecca, allenatore di calcio e calciatore italiano (n. 1923)
- 1984 - Jackie Coogan, attore statunitense (n. 1914)
- 1984 - Roland Culver, attore britannico (n. 1900)
- 1984 - Martin Groß, militare tedesco (n. 1911)
- 1984 - Ohannés Gurekian, ingegnere e alpinista italiano (n. 1902)
- 1984 - Giuseppe Parodi, calciatore italiano (n. 1892)
- 1984 - Pál Teleki, calciatore e allenatore di calcio rumeno (n. 1906)
- 1984 - Peter Walker, pilota automobilistico inglese (n. 1912)
- 1985 - Charlotte Delbo, poetessa e drammaturga francese (n. 1913)
- 1985 - Bob Parsons, cestista statunitense (n. 1915)
- 1986 - Igor' Celoval'nikov, pistard sovietico (n. 1944)
- 1986 - Desmond Dickinson, direttore della fotografia britannico (n. 1902)
- 1987 - Tony Kelly, cestista statunitense (n. 1919)
- 1987 - Beatrice Mancini, attrice italiana (n. 1917)
- 1987 - Martinho Oliveira, calciatore portoghese (n. 1898)
- 1987 - Giovanni Perari, politico italiano (n. 1941)
- 1987 - Wolfgang Seidel, pilota di Formula 1 tedesco (n. 1926)
- 1987 - Bertrand de Jouvenel, filosofo, politico e economista francese (n. 1903)
- 1988 - Giovanni Attanasio, attore italiano (n. 1928)
- 1988 - Joe Besser, attore statunitense (n. 1907)
- 1988 - Tommy Breen, calciatore irlandese (n. 1912)
- 1988 - Robert Aleksandrovič Majman, regista cinematografico sovietico (n. 1903)
- 1988 - Tommy Potter, contrabbassista statunitense (n. 1918)
- 1989 - Sammy Moore, pallanuotista irlandese (n. 1900)
- 1989 - André Muffang, scacchista francese (n. 1897)
- 1990 - Max Bulla, ciclista su strada austriaco (n. 1905)
- 1990 - Rinaldo Capuzzi, tiratore a segno italiano (n. 1904)
- 1991 - Edwin Land, inventore e imprenditore statunitense (n. 1909)
- 1992 - Marie Déa, attrice francese (n. 1912)
- 1992 - David Stone Martin, artista statunitense (n. 1913)
- 1992 - Aldo Riguccini, pittore, scultore e designer italiano (n. 1913)
- 1992 - Sergio Stefanutti, ingegnere aeronautico italiano (n. 1906)
- 1992 - Abla bint Tahar, principessa marocchina (n. 1909)
- 1993 - Maria Bernetic, politica italiana (n. 1902)
- 1993 - Terry Frost, attore statunitense (n. 1906)
- 1993 - Nicola Monti, tenore italiano (n. 1920)
- 1993 - Oleg Zajcev, hockeista su ghiaccio sovietico (n. 1939)
- 1994 - Manmohan Desai, regista e produttore cinematografico indiano (n. 1937)
- 1994 - Sandro Fuga, pianista e compositore italiano (n. 1906)
- 1994 - Herbert Schade, mezzofondista tedesco (n. 1922)
- 1994 - Dallas Shirley, cestista e arbitro di pallacanestro statunitense (n. 1913)
- 1995 - César Rodríguez Álvarez, calciatore e allenatore di calcio spagnolo (n. 1920)
- 1995 - Eugenio Corecco, vescovo cattolico svizzero (n. 1931)
- 1995 - Dante Filippi, dirigente sportivo, allenatore di calcio e calciatore italiano (n. 1904)
- 1995 - Jackie Holmes, pilota automobilistico statunitense (n. 1920)
- 1995 - Georges Köhler, biologo tedesco (n. 1946)
- 1995 - Vladislav Nikolaevič List'ev, giornalista russo (n. 1956)
- 1995 - Emil Petru, calciatore rumeno (n. 1939)
- 1995 - Hugh Auchincloss Steers, pittore statunitense (n. 1962)
- 1996 - Guerrino Botte, carabiniere italiano (n. 1942)
- 1996 - Vergílio Ferreira, scrittore, saggista e filosofo portoghese (n. 1916)
- 1996 - Ferdinand Gamper, serial killer e terrorista italiano (n. 1957)
- 1996 - Paolo Ketoff, tecnico del suono e inventore italiano (n. 1921)
- 1996 - Don Smith, cestista statunitense (n. 1920)
- 1997 - Heinz Abosch, giornalista e scrittore tedesco (n. 1918)
- 1997 - Giorgio Costantini, attore e sceneggiatore italiano (n. 1911)
- 1997 - Michel Jacques, calciatore francese (n. 1924)
- 1997 - Hans Robert Jauss, filosofo e francesista tedesco (n. 1921)
- 1998 - Mario Andreis, calciatore italiano (n. 1916)
- 1998 - Jean Marie Julien Balland, cardinale e arcivescovo cattolico francese (n. 1934)
- 1998 - Miltiadīs Carydīs, direttore d'orchestra greco (n. 1923)
- 1998 - Archie Goodwin, fumettista, curatore editoriale e artista statunitense (n. 1937)
- 1998 - Toti Scialoja, pittore e poeta italiano (n. 1914)
- 1999 - Hans Andersen, calciatore norvegese (n. 1925)
- 1999 - Enneüs Heerma, politico olandese (n. 1944)
- 1999 - Mauro Ianniello, politico italiano (n. 1927)
- 1999 - Jozo Matošić, calciatore e allenatore di calcio jugoslavo (n. 1913)
- 2000 - Castellina, fisarmonicista italiano (n. 1920)

## XXI secolo(137)
- 2001 - Antonia Ciasca, archeologa italiana (n. 1930)
- 2001 - Bruno Mazzotta, musicista e compositore italiano (n. 1921)
- 2001 - John Painter, supercentenario statunitense (n. 1888)
- 2001 - Hannie Termeulen, nuotatrice olandese (n. 1929)
- 2001 - Henry Menasco Wade, giurista e avvocato statunitense (n. 1914)
- 2001 - Colin Webster, calciatore gallese (n. 1932)
- 2001 - Marcello Zago, arcivescovo cattolico e religioso italiano (n. 1932)
- 2002 - Cecil Farris Bryant, politico e avvocato statunitense (n. 1914)
- 2002 - Torquato Ciriaco, avvocato italiano (n. 1947)
- 2003 - Vittorio Brevi, pittore italiano (n. 1927)
- 2003 - Giorgio Chiesura, scrittore e magistrato italiano (n. 1921)
- 2003 - Franjo Glaser, calciatore e allenatore di calcio jugoslavo (n. 1913)
- 2003 - Anatolij Ėjngorn, pallavolista e allenatore di pallavolo sovietico (n. 1919)
- 2004 - Svante Törnval, pallanuotista cileno (n. 1916)
- 2004 - Augusto da Costa, calciatore brasiliano (n. 1920)
- 2004 - Massimo de Bernart, direttore d'orchestra italiano (n. 1950)
- 2005 - Sergio Campanato, matematico italiano (n. 1930)
- 2005 - Alberto Castagna, giornalista, conduttore televisivo e autore televisivo italiano (n. 1945)
- 2005 - Henry Johannessen, calciatore norvegese (n. 1923)
- 2005 - Alba Maiolini, attrice italiana (n. 1916)
- 2005 - Giorgio Punzo, naturalista, etologo e filosofo italiano (n. 1911)
- 2005 - Jiří Trnka, calciatore cecoslovacco (n. 1926)
- 2006 - Reidar Liaklev, pattinatore di velocità su ghiaccio norvegese (n. 1917)
- 2006 - Peter Osgood, calciatore inglese (n. 1947)
- 2006 - Peter Sykes, regista australiano (n. 1939)
- 2006 - Jenny Tamburi, attrice, personaggio televisivo e direttrice del casting italiana (n. 1952)
- 2006 - Zuhdi Labib Terzi, diplomatico palestinese (n. 1924)
- 2007 - John Stewart Allitt, saggista e musicologo inglese (n. 1934)
- 2007 - Manuel Bento, calciatore portoghese (n. 1948)
- 2007 - Colette Brosset, attrice francese (n. 1922)
- 2007 - Mike Feldman, politico statunitense (n. 1914)
- 2007 - Decio Gioseffi, storico dell'arte italiano (n. 1919)
- 2007 - Sydney Gun-Munro, politico sanvincentino (n. 1916)
- 2007 - Bobby Speight, cestista statunitense (n. 1930)
- 2007 - Fernando Veneranda, calciatore e allenatore di calcio italiano (n. 1941)
- 2008 - Antonio Balletto, religioso italiano (n. 1930)
- 2008 - Raúl Reyes, politico e guerrigliero colombiano (n. 1948)
- 2009 - Robert Haggiag, produttore cinematografico italiano (n. 1913)
- 2009 - Kenneth Henry, pattinatore di velocità su ghiaccio statunitense (n. 1929)
- 2009 - Takashi Ishimoto, nuotatore giapponese (n. 1935)
- 2009 - Paolo Maffei, astrofisico italiano (n. 1926)
- 2009 - Corey Smith, giocatore di football americano statunitense (n. 1979)
- 2009 - Batista Tagme Na Waie, politico e generale guineense (n. 1949)
- 2010 - Giuseppe Castellano, attore italiano (n. 1930)
- 2010 - Kristian Digby, conduttore televisivo e regista britannico (n. 1977)
- 2010 - Mark Ertel, cestista statunitense (n. 1919)
- 2010 - Barry Hannah, scrittore statunitense (n. 1942)
- 2010 - Vladimir Sergeevič Il'jušin, aviatore e dirigente sportivo sovietico (n. 1927)
- 2010 - Ruth Kligman, pittrice statunitense (n. 1930)
- 2010 - Viktor Luferov, poeta, musicista e cantautore russo (n. 1945)
- 2011 - John Lounge, astronauta e ingegnere statunitense (n. 1946)
- 2011 - Ion Monea, pugile rumeno (n. 1940)
- 2012 - Blagoje Adžić, generale jugoslavo (n. 1932)
- 2012 - Luigi Maria Anolli, psicologo italiano (n. 1945)
- 2012 - Henryk Bałuszyński, allenatore di calcio e calciatore polacco (n. 1972)
- 2012 - Luigi Bazzoni, regista e sceneggiatore italiano (n. 1929)
- 2012 - Jerome Courtland, attore, regista e produttore televisivo statunitense (n. 1926)
- 2012 - Lucio Dalla, cantautore, compositore e polistrumentista italiano (n. 1943)
- 2012 - Mario Di Lorenzo, generale italiano (n. 1921)
- 2012 - Steingrímur Jóhannesson, calciatore islandese (n. 1973)
- 2012 - Delio Meoli, politico italiano (n. 1928)
- 2012 - Germano Mosconi, giornalista e conduttore televisivo italiano (n. 1932)
- 2012 - Pierluigi Petrobelli, musicologo italiano (n. 1932)
- 2013 - Bonnie Franklin, attrice e regista statunitense (n. 1944)
- 2013 - Magic, rapper statunitense (n. 1975)
- 2013 - Erich Pennekamp, pallanuotista tedesco (n. 1929)
- 2013 - Rafael Puyana, clavicembalista colombiano (n. 1931)
- 2013 - Hans Schnitger, hockeista su prato olandese (n. 1915)
- 2013 - Armando Trovajoli, pianista, compositore e direttore d'orchestra italiano (n. 1917)
- 2014 - Zeno Birolli, critico d'arte e scrittore italiano (n. 1939)
- 2014 - Josep Brunet, cestista spagnolo (n. 1930)
- 2014 - Marisa Geroni, cestista italiana (n. 1935)
- 2014 - Alain Resnais, regista francese (n. 1922)
- 2015 - Daniel von Bargen, attore statunitense (n. 1950)
- 2015 - Orrin Keepnews, produttore discografico e paroliere statunitense (n. 1923)
- 2015 - Guram Minashvili, cestista sovietico (n. 1936)
- 2015 - Osvaldo Peretti, calciatore argentino (n. 1921)
- 2015 - Christian Welp, cestista e allenatore di pallacanestro tedesco (n. 1964)
- 2015 - Wolfram Wuttke, calciatore tedesco (n. 1961)
- 2016 - Arnaldo Faccioli, ciclista su strada italiano (n. 1925)
- 2016 - Stelio Maria Martini, artista, poeta e critico letterario italiano (n. 1934)
- 2016 - Stack Pierce, attore statunitense (n. 1933)
- 2016 - Louise Plowright, attrice inglese (n. 1956)
- 2016 - Gadi Zelniker, calciatore israeliano (n. 1944)
- 2017 - Yasuyuki Kuwahara, calciatore giapponese (n. 1942)
- 2017 - Gustav Metzger, artista tedesco (n. 1926)
- 2017 - Joseph Vũ Duy Thống, vescovo cattolico vietnamita (n. 1952)
- 2018 - Joan Canals, cestista spagnolo (n. 1928)
- 2018 - Gianfranco Lamberti, politico italiano (n. 1947)
- 2018 - Anatolij Lejn, scacchista statunitense (n. 1931)
- 2018 - Lars-Erik Olsson, cestista svedese (n. 1922)
- 2018 - Vicente Piquer, allenatore di calcio e calciatore spagnolo (n. 1935)
- 2018 - Michael Strempel, calciatore tedesco orientale (n. 1944)
- 2018 - Luigi Taveri, pilota motociclistico svizzero (n. 1929)
- 2018 - Johann Zeitler, calciatore tedesco (n. 1927)
- 2019 - Žores Ivanovič Alfërov, fisico e politico sovietico (n. 1930)
- 2019 - Fernando Pannullo, attore teatrale, regista teatrale e drammaturgo italiano (n. 1936)
- 2019 - Eusebio Pedroza, pugile panamense (n. 1953)
- 2019 - Kevin Roche, architetto irlandese (n. 1922)
- 2020 - Ernesto Cardenal, poeta, presbitero e teologo nicaraguense (n. 1925)
- 2020 - Stefan Lindqvist, calciatore svedese (n. 1967)
- 2020 - Jack Welch, dirigente d'azienda statunitense (n. 1935)
- 2021 - Emmanuel Félémou, vescovo cattolico guineano (n. 1960)
- 2021 - Vladimír Heger, cestista e allenatore di pallacanestro ceco (n. 1932)
- 2021 - Zlatko Kranjčar, calciatore e allenatore di calcio croato (n. 1956)
- 2021 - Pietro Larizza, sindacalista e politico italiano (n. 1935)
- 2021 - Andrea Nannini, pallavolista e allenatore di pallavolo italiano (n. 1944)
- 2021 - Rossella Panarese, giornalista italiana (n. 1960)
- 2021 - Enrique San Francisco, attore spagnolo (n. 1955)
- 2021 - Milenko Savović, cestista jugoslavo (n. 1960)
- 2021 - Tōkō Shinoda, artista giapponese (n. 1913)
- 2021 - Ian St. John, calciatore e allenatore di calcio scozzese (n. 1938)
- 2021 - Michail Studeneckij, cestista sovietico (n. 1934)
- 2022 - Clement Crisp, critico teatrale britannico (n. 1926)
- 2022 - Conrad Janis, musicista e attore statunitense (n. 1928)
- 2022 - Alevtina Kolčina, fondista sovietica (n. 1930)
- 2023 - Ahmed Arab, calciatore francese (n. 1933)
- 2023 - Just Fontaine, calciatore e allenatore di calcio francese (n. 1933)
- 2023 - Olga Kennard, biologa ungherese (n. 1924)
- 2023 - Gilberto Malvestuto, partigiano italiano (n. 1921)
- 2023 - Allan McGraw, calciatore e allenatore di calcio scozzese (n. 1939)
- 2023 - Jerry Richardson, giocatore di football americano, imprenditore e dirigente sportivo statunitense (n. 1936)
- 2023 - Carlo Stelluti, sindacalista e politico italiano (n. 1944)
- 2024 - Iris Apfel, imprenditrice statunitense (n. 1921)
- 2024 - Chance Browne, fumettista, musicista e pittore statunitense (n. 1948)
- 2024 - Ennio Calabria, pittore e illustratore italiano (n. 1937)
- 2024 - Alberto De Simone, cestista argentino (n. 1938)
- 2024 - Jacqueline Duhême, illustratrice e scrittrice francese (n. 1927)
- 2024 - Andy Russell, giocatore di football americano statunitense (n. 1946)
- 2024 - Akira Toriyama, fumettista e character designer giapponese (n. 1955)
- 2025 - Nico Hidalgo, calciatore spagnolo (n. 1992)
- 2025 - Tullio Lanese, arbitro di calcio italiano (n. 1947)
- 2025 - Monta Mino, conduttore televisivo e doppiatore giapponese (n. 1944)
- 2025 - Fulco Pratesi, ambientalista e giornalista italiano (n. 1934)
- 2025 - Angie Stone, cantante statunitense (n. 1961)
- 2025 - Jack Vettriano, pittore britannico (n. 1951)
- 2025 - Yu Yang, attore cinese (n. 1930)

## Senza anno specificato(2)
- Amato di Montecassino, monaco cristiano e vescovo cattolico italiano
- Richard de Fournival, poeta e scienziato francese (n. 1201)